# Burning Rangers
Burning Rangers (バーニングレンジャー, Bāningu Renjā) est un jeu vidéo développé par la Sonic Team et édité par Sega. Il s’agit d’un jeu de plates-formes en 3D sorti en exclusivité sur Saturn en 1998 au Japon et la même année en Europe et en Amérique du Nord. Le jeu utilise le moteur graphique de Nights into Dreams et est sorti lorsque la console était en fin de vie.
Le jeu n'a jamais connu de suite, ni de réadaptation. Il reste une exclusivité de la console.

## Trame

### Accroche
Les trois ordres de missions :
- Sauvez des vies humaines
- Protéger le monde futur
- Entretenir l'espoir

Nous sommes dans un futur proche.
Le monde a changé, mais les gens sont restés les mêmes.
Ils continuent à vivre dans l'espoir de jours meilleurs.
Mais à mesure que le temps passe, leurs rêves sont déçus et ils commencent à douter de l'avenir.
Les burning Rangers ont pour mission de sauver les victimes des catastrophes déclenchées par l'Homme dans ce nouvel âge. Ils doivent pour cela atteindre les endroits les plus périlleux.
Sauveteurs héroïques, les burning rangers veulent aussi redonner l'espoir au monde.

### Personnages principaux
Il y a cinq personnages principaux.

#### Shou Amabane
- Âge : 21
- Taille : 183 cm
- Poids : 86 kg
- Anniversaire : 7 août
- Comédien japonais : Hikaru Midorikawa

Shou est présenté comme un jeune homme qui, à 10 ans, fut sauvé par un Burning Rangers qui malheureusement perdit la vie dans les flammes. Il fut Profondément touché par cet acte héroïque. Il décida donc que plus tard, il serait aussi un défenseur de l'espoir.
Après le lycée, il entra à l'école des pompiers. Sorti premier de sa promotion, il décida d'essayer de se faire recruter par les Burning Rangers.
Dix ans après le terrible incendie où il faillit laisser la vie, Shou a réalisé son ambition : il est un Burning Ranger à part entière

#### Tillis
- Âge : 19
- Taille : 164 cm
- Poids : 47 kg
- Anniversaire : Inconnu
- Comédienne japonaise : Yūko Miyamura

Les parents de Tillis périrent dans un incendie alors qu'elle était encore qu'un bébé. Elle fut élevée dans un centre du gouvernement où elle accepta volontiers de participer à des expériences visant à produire des êtres surpuissants. Tillis put ainsi devenir une athlète impressionnante, mais au prix d'une terrible perte de mémoire.
Elle fut admise chez les Burning Rangers grâce à ses incroyables capacités physiques et à son aptitude à les conserver en toute circonstance. Toujours vive et gaie, possédant un cœur d'or, Tillis est très populaire parmi les Burning Rangers.

#### Reed Phoenix
- Âge : 22
- Taille : 185 cm
- Poids : 76 kg
- Anniversaire : 23 janvier
- Comédien japonais : Tomokazu Seki

Reed est présenté comme un jeune homme qui est devenu pompier après le lycée, attiré plus par l'action que par le désir d'aider les autres. Mais depuis qu'il combat vraiment des incendies et sauve des vies, il considère qu'il fait le plus beau des métiers...
On le voit aussi comme un intellectuel à la tête froide qui regarde toujours où il met les pieds. Il est très conscient du prix de la vie humaine. Surtout de la sienne.

#### Big Landman
- Âge : 35
- Taille : 230 cm
- Poids : 245 kg
- Anniversaire : 29 avril
- Comédien japonais : Ryūzaburō Ōtomo

Big Landman est le plus âgé et le plus expérimenté des Burning Rangers. Sa redoutable force et ses extraordinaires facultés sensorielles lui ont permis de sauver des centaines de vies dans des conditions les plus désespérées. Il a été gravement blessé dans un terrible accident au début de sa carrière. Grâce à une volonté de fer et une grande motivation, il fonctionne maintenant à merveille dans un nouveau corps reconstruit avec des neuro-silicones et dont les membres sont des implants au carbone.

#### Chris Parton
- Âge : 24
- Taille : 172 cm
- Poids : 52 kg
- Anniversaire : 10 septembre
- Comédienne japonaise : Hiroko Kasahara

Dans le passé, elle était une jeune fille qui a perdu son père lorsqu'elle avait 13 ans. Ce dernier appartenait à la première génération de Burning Rangers, mourut dans une mission de sauvetage. Respectant la vie humaine, animée d'une grande compassion et fière du travail de son père et de son ultime sacrifice, Chris décida qu'elle serait elle-même une Burning Rangers. Les pleurs de sa mère ne réussirent pas à la faire changer d'avis. Chez les Burning Rangers, la rapidité de son jugement et son aptitude à garder toujours son sang-froid la portèrent tout naturellement à devenir le Contrôleur de navigation de l'équipe.

## Système de jeu
La prise en main est facile, mais demande au joueur pas mal de bons réflexes.
La manette analogique Saturn est pratiquement indispensable pour déplacer le héros dans cet environnement en 3D en toute facilité.
Graphiquement, le jeu est entièrement en 3D, des éléments du décor aux personnages, en passant par la déformation de ces derniers provoquée par la transparence de l'eau. Sans oublier les effets de chaleurs des flammes, omniprésents.
L'objectif du jeu est simple : arriver à la fin des 4 niveaux du jeu, tout en sauvant, au possible, les différents survivants prisonniers des flammes. Les niveaux sont très longs et sont très labyrinthiques. Pour aider le héros à ne pas se perdre, il peut lancer un message d'alerte à Chris Parton, Contrôleur de navigation de l'équipe, à l'aide des touches X ou Z de la manette. Elle lui répondra à travers une radio en lui indiquant la route à suivre, sans tenir compte des rescapés à trouver.
En plus d'être labyrinthiques, les niveaux se régénèrent de façon aléatoire après avoir terminé le jeu. Ainsi, recommencer celui-ci à loisir sans devoir connaître par cœur les niveaux est une possibilité.
Les niveaux sont aussi très dynamiques. Le héros devra se frayer un chemin à travers les flammes, en évitant les explosions. De nombreuses commandes permettent de ne pas se faire prendre. Le danger est différent suivant les niveaux. Par exemple dans l'espace, le héros risque de se faire aspirer dans le vide s'il y a un trou dans la coque.

### Commandes
Au départ, le joueur peut choisir entre deux personnages : Shou Amabane ou Tillis. Plus tard, il pourra choisir les autres personnages principaux du jeu, sous certaines conditions.
Les commandes sont identiques pour tous ces derniers. La différence se trouve uniquement dans les cinématiques.
Le joueur a donc à sa disposition toute une panoplie de mouvement, un peu à la manière de Nights into Dreams.
Le bouton A et C sont les boutons de saut et permettent au personnage de sauter dans toutes les directions, à 360°. Étant équipé de propulseurs, le joueur peut faire planer son héros et lui faire faire des acrobaties dans les airs. Sous l'eau, les boutons A ou C permettent d'accélérer la brasse, tandis que le B sert à plonger.
Sur la terre ferme, le bouton B sert à tirer des trombes d'eau pour éteindre les flammes ou à actionner des leviers.
Le bouton L et R, permettent de faire pivoter la caméra à 360° et le bouton Y, tout en restant immobile, permet de passer en vue subjective.

### Déroulement d'une partie
Le joueur se déplace dans les différents niveaux à l'aide du personnage choisi. Il n'y a pas de musique durant son parcours, mais uniquement les indications du Contrôleur, Chris Parton, qu'il peut appeler à l'aide à tout moment.
Sur sa route, il trouvera des cristaux. Ces derniers remplissent la même fonction que les anneaux dans Sonic the Hedgehog. Au contact du feu ou d'un ennemi, ils se répartissent et disparaissent après quelques secondes. Tant que le personnage possède ces cristaux, il ne pourra pas mourir. Ils ont aussi une autre fonction très importante, puisqu'ils permettent de sauver les différents survivants en échange de cinq unités. Avec dix unités, le joueur gagne en plus un continu.
En plus des flammes et des gens à sauver, le personnage rencontrera aussi des machines, qui semble-t-il, ont perdu tout contrôle et l'attaqueront volontairement.
Mais dans ces immenses complexes, ce ne sont ni les flammes, ni les machines, auquel le joueur devra le plus lutter. Son plus grand ennemi sera le temps. En effet, une jauge est visible en haut de l'écran. Cette dernière se remplie rapidement. Lorsqu'elle est totalement pleine, des bourrasques de flammes apparaissent tout autour du héros pendant une dizaine de secondes, l'empêchant de progresser. Pour faire baisser la jauge, il doit simplement éteindre les foyers de flammes sur son chemin ou sauver des vies. Un chiffre apparaît également à côté de la jauge et est exprimée en pourcentage, il s'agit du seuil de danger. À chaque fois que la jauge se remplie, le seuil augmente. Lorsqu'il atteint les 100 %, le héros sera entouré de bourrasque de façon continue.
À la fin de chaque niveau se trouve un boss qui devra être battu pour accéder au niveau suivant.

## Niveaux
Il y a trois niveaux principaux, exprimés en mission, en plus du centre d'entraînement au début, et un très grand niveau à la fin.
Une note est attribuée au joueur à la fin de chaque niveau. Le résultat dépendra du nombre de survivants sauvés, du nombre de cristaux possédés à la fin du niveau, du temps qu'il a fallu pour vaincre le boss et le seuil de danger à la fin de la mission.
Mission 0Training Space
Le héros fait la connaissance des membres de l'équipe et apprend les bases.
Mission 1Fallen Memory
L'ordinateur d'une central a pris le plein contrôle et a ouvert une brèche dans un réacteur.
Boss : Anemoth
Mission 2Silent Blue
Un accident inexpliqué s'est produit dans un laboratoire de recherche sous-marin.
Boss : Undulatus
Mission 3Gravity Zero
Une immense station spatiale silencieuse est immobile dans le vide. À l'intérieur, les flammes gagnent peu à peu l'ensemble du vaisseau propulsé par de l'oxygène précieux.
Boss : Argoyle
Mission 4Winged Cradle
Boss : Willvern
Le joueur a réussi in extremis à survivre au crash de la station spatiale. Il doit maintenant s'échapper de ce qu'il en reste. Le problème, c'est qu'un vaisseau empêche toute communication avec l'équipe. Il doit donc atteindre ce dernier en évitant tous les pièges mis sur sa route.

### Système de messagerie
Lorsqu'un survivant est sauvé, il envoie au joueur un email. Le contenu varie beaucoup. Il peut s'agir de renseignements supplémentaires sur le scénario, des galeries d'images ou simplement du bavardage inutile.
Parmi les 108 survivants à secourir, il y a 14 membres de la Sonic Team (qui enverront des secrets ou des galeries d'art).
En plus des membres de la Sonic Team, il y a aussi le dessinateur du jeu, grand ami de Yuji Naka et également Claris et Elliot, les héros de Nights into Dreams.
Certains de ces survivants seront accessibles seulement en parcourant les niveaux plusieurs fois.

## Bande originale
- Burning　Hearts　～炎のANGEL～ (Angels with Burning Rangers?) (Thème d'ouverture) par Takenobu Mitsuyoshi.
- I Just Smile (Thème de fin) par Tomoko Sasaki.

L'ensemble des thèmes musicaux ont été écrits par Naofumi Hataya et Tomoko Sasaki, responsables de la bande originale de Nights into Dreams.